# Йеллоустон (округ)
Йеллоустон (англ. Yellowstone County) — один из 56 округов, самый густонаселённый, штата Монтана (США).

## Описание
Округ находится в южной части штата, со всех сторон граничит с другими округами Монтаны. Название округу дано в честь реки Йеллоустон, протекающей по территории. Столица и крупнейший город округа — Биллингс, второй по величине — Лорел. Открытые водные пространства занимают 36 км², что составляет 0,52% от общей площади округа в 6861 км².

Через округ проходят крупные автомагистрали I-90, I-94, US 12, US 87, US 212, US 310.
Крупные населённые пункты
Города (по убыванию населения):
- Биллингс
- Лорел
- Броадвью[англ.]

Статистически обособленные местности (по алфавиту):
- Баллантин[англ.]
- Кастер[англ.]
- Локвуд[англ.]
- Уорден[англ.]
- Хантли[англ.]
- Шеферд[англ.]

## История
Округ был образован 26 февраля 1883 года путём отделения части округа Кастер.

## Демография
Население
- 1890 год — 2065 человек
- 1900 — 6212
- 1910 — 22 944
- 1920 — 29 600
- 1930 — 30 785
- 1940 — 41 182
- 1950 — 55 875
- 1960 — 79 016
- 1970 — 87 367
- 1980 — 108 035
- 1990 — 113 419
- 2000 — 129 352
- 2004 — 134 717[1]
- 2010 — 147 972
- 2011 — 148 450
- 2012 — 151 882

Расовый состав
- белые — 92,8%
- коренные американцы — 3,1%
- афроамериканцы — 0,5%
- азиаты — 0,5%
- прочие расы — 1,2%
- смешанные расы — 1,9%

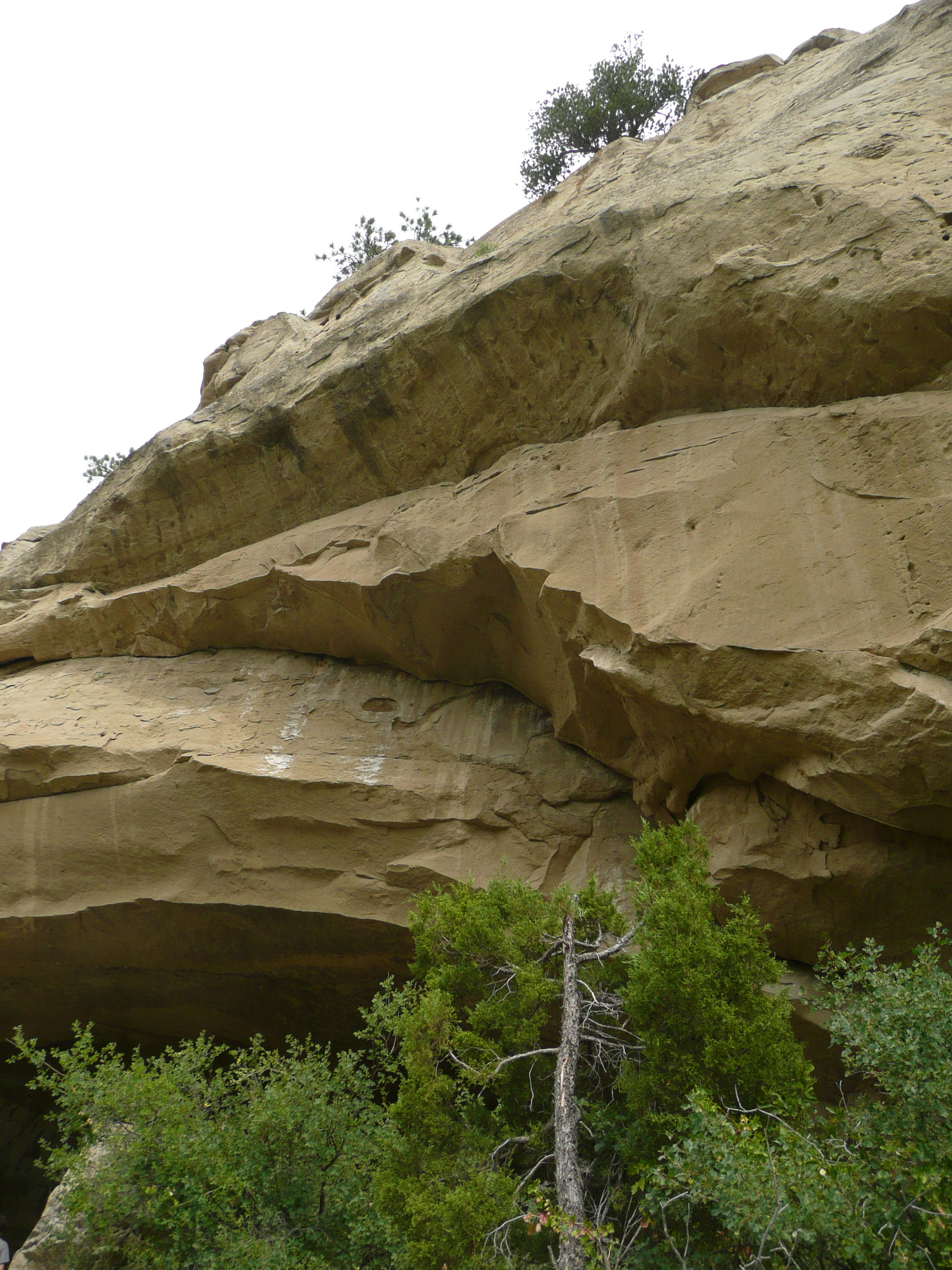
У пещер Пиктограф

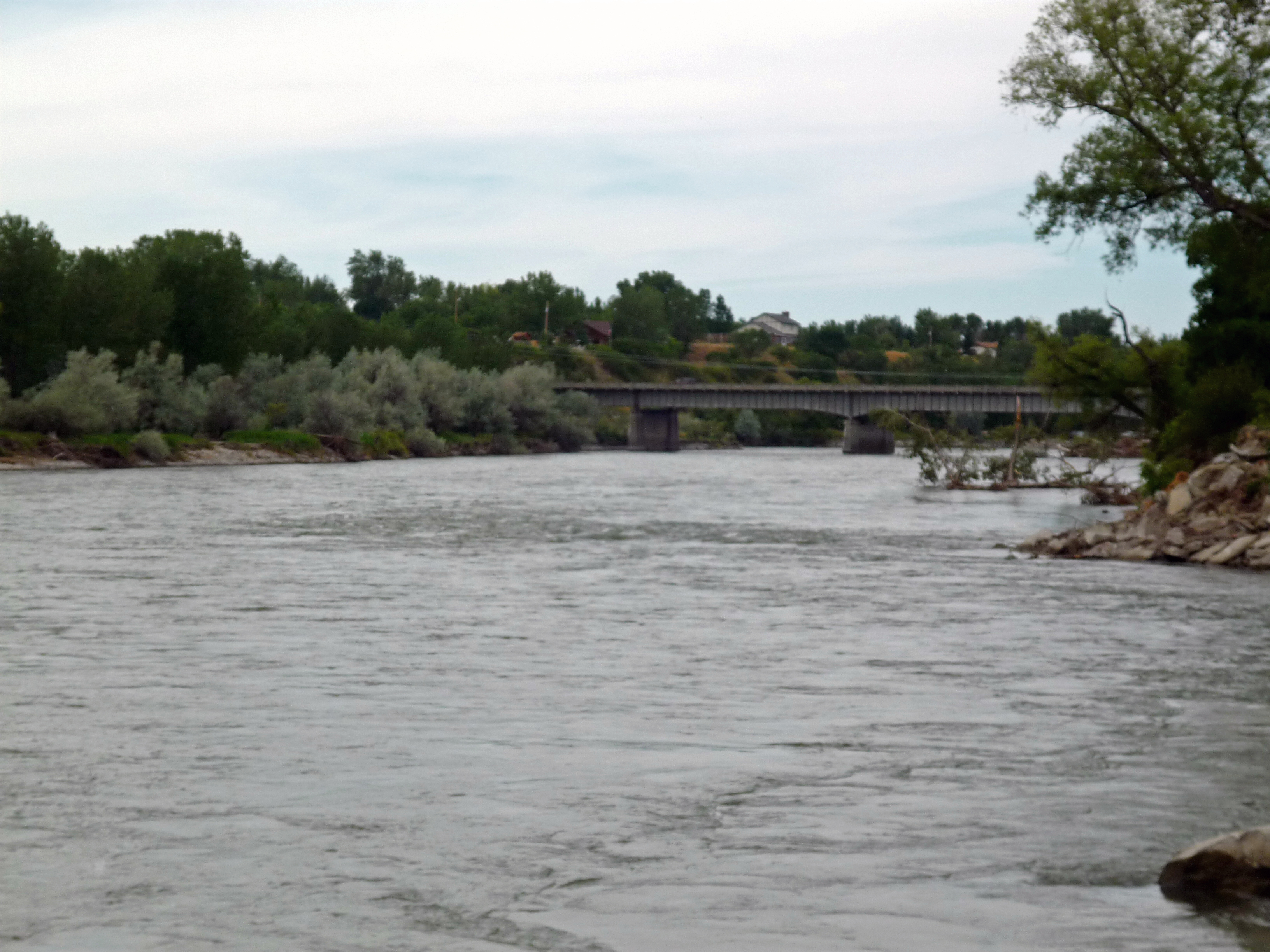
Река Йеллоустон у Хантли

- латиноамериканцы (любой расы) — 3,7%

Происхождение предков
- немцы — 28%
- ирландцы — 12%
- англичане — 11%
- норвежцы — 10%
- французы (кроме басков) — 4%
- индейцы, мексиканцы, шведы — по 3%
- шотландцы, итальянцы, голландцы, поляки — по 2%[1]

## Достопримечательности

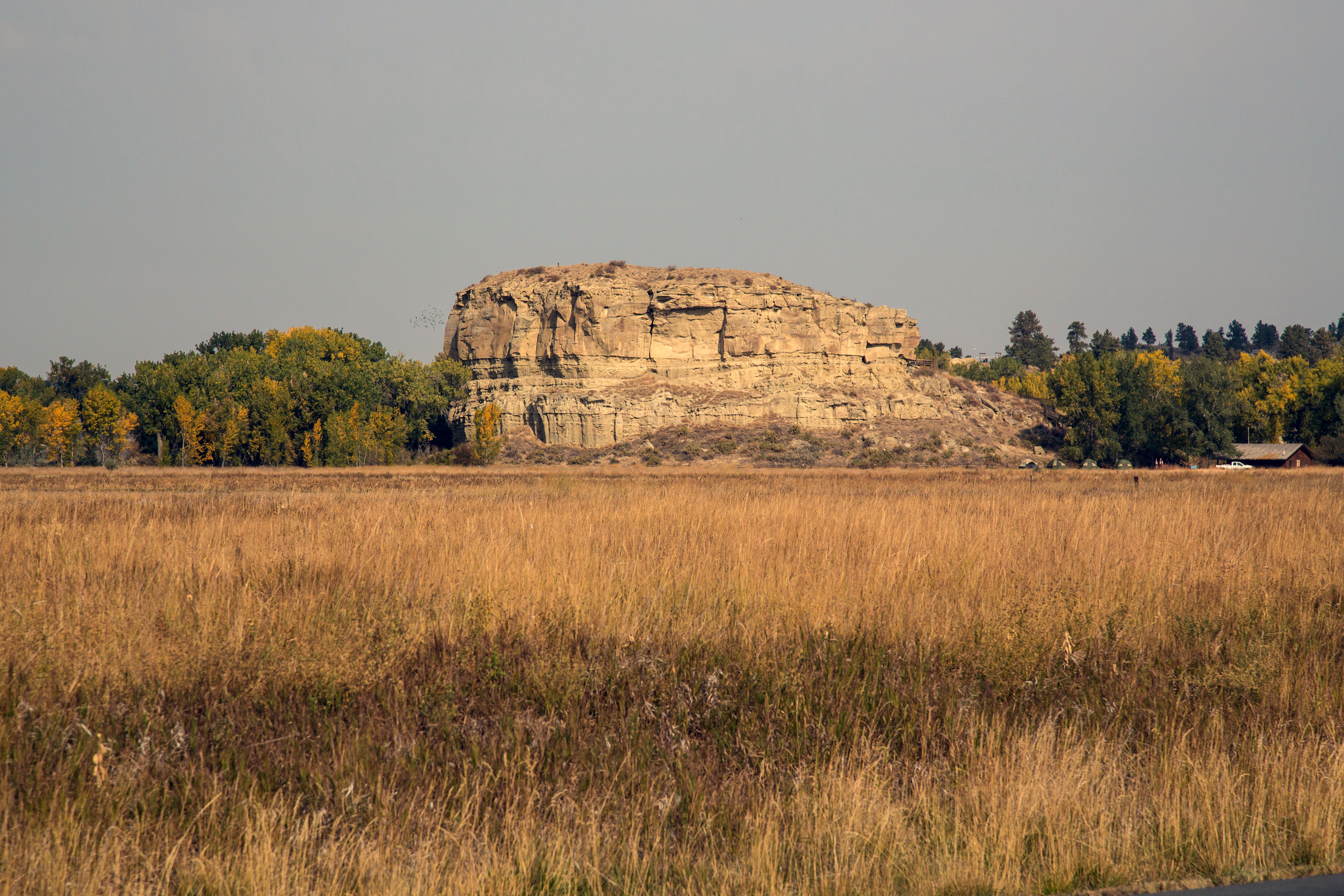
Национальный памятник «Помпейская колонна»

- Национальный исторический парк Нез-Перс[англ.] (частично на территории округа)
- Национальный памятник «Помпейская колонна»[англ.]
- Пещеры Пиктограф[англ.]